# Leptacis apiculata
Leptacis apiculata (лат.) — вид платигастроидных наездников из семейства Platygastridae. Юго-Восточная Азия: Индонезия (Бали, около Negara).

## Описание
Мелкие перепончатокрылые насекомые (длина 1,7 мм). Тергит T5 много длиннее своей ширины; тергиты T5 и T6 сильно скульптированные. Усики 10-члениковые.
Основная окраска чёрная, коричневая (абдоминальные сегменты A2-A6) и жёлтая (A1 и ноги). Сходен с видами Leptacis spatulata и Leptacis caudata. Вид был впервые описан в 2008 году датским энтомологом Петером Булем (Peter Neerup Buhl, Дания).